# Капуста с горохом
Капуста с горохом (пол. kapusta z grochem) — традиционное польское блюдо, которое часто подают во время рождественского ужина. Основные ингредиенты блюда: очищенный горох, квашеная капуста и специи. В Великой Польше оно называется ciupka z grochem.

## История и традиции
Капусту и горох выращивают в Польше уже более тысячи лет. Капуста была настолько популярна, что ее выращивали по всей стране и ели круглый год. Чтобы разнообразить однообразный рацион, в капусту добавляли различные продукты. Большой популярностью пользовалось сочетание капусты и гороха, дополнительно приправленное смальцем или салом. Это блюдо подавали в основном в центральной Польше по особым случаям. Ни одна свадьба не обходится без гороха с капустой. Существовала также постная версия, которую подавали во время ужина в Сочельник или на Пасху. По сей день горох с капустой появляется на польских столах как основное блюдо Сочельника.

## Способ приготовления (постная версия)

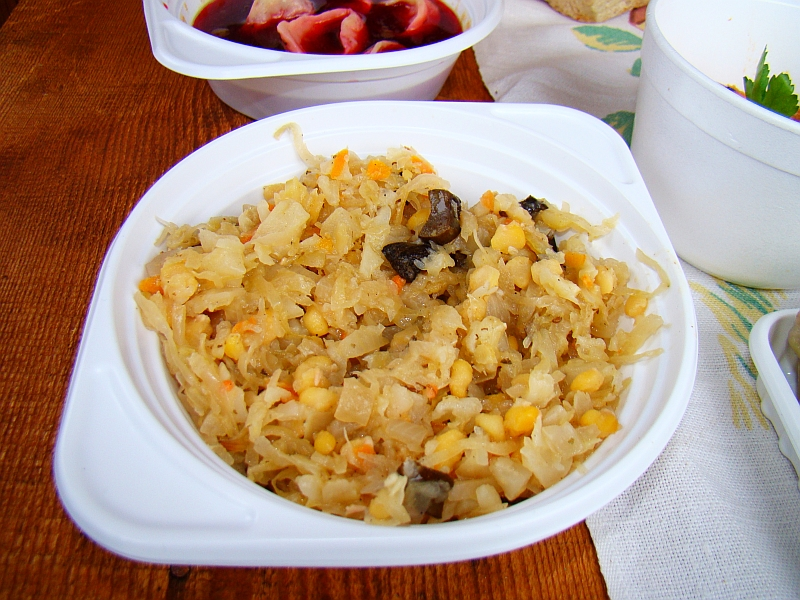
Капуста с горошком

Основные ингредиенты этого блюда — горох и квашеная капуста (среднекислая). Очищенный горох (целый или половинки) отваривают, по некоторым рецептам, пока он не начнет частично разваливаться. В зависимости от рецепта, горох измельчают, протирают или оставляют целым. Капусту шинкуют и варит на медленном огне с добавлением лаврового листа и зерен душистого перца. Когда капуста станет мягкой, добавляют горох. По вкусу можно добавить нарезанный лук, предварительно глазированный в масле. Даже в качестве рождественского блюда великопольская «цюпка с горохом» вместо масла содержит бекон, а заправку готовят из лука и пшеничной муки и добавляют в капусту.
Специи, которые добавляют в горох с капустой: соль, перец, майоран или тмин . Приправив блюдо, его немного отваривают и оставляют на ночь в прохладном месте. Горох с капустой вкуснее всего на второй-третий день после приготовления.